# (474011) 2016 FG52
(474011) 2016 FG52 es un asteroide perteneciente al cinturón de asteroides, descubierto el 18 de octubre de 2006 por el equipo del Spacewatch desde el Observatorio Nacional de Kitt Peak, Arizona, Estados Unidos.

## Designación y nombre
Designado provisionalmente como 2016 FG52.

## Características orbitales
2016 FG52 está situado a una distancia media del Sol de 2,457 ua, pudiendo alejarse hasta 2,650 ua y acercarse hasta 2,264 ua. Su excentricidad es 0,078 y la inclinación orbital 11,41 grados. Emplea 1407 días en completar una órbita alrededor del Sol.

## Características físicas
La magnitud absoluta de 2016 FG52 es 17,041.